# Slag bij Kulm (1813)

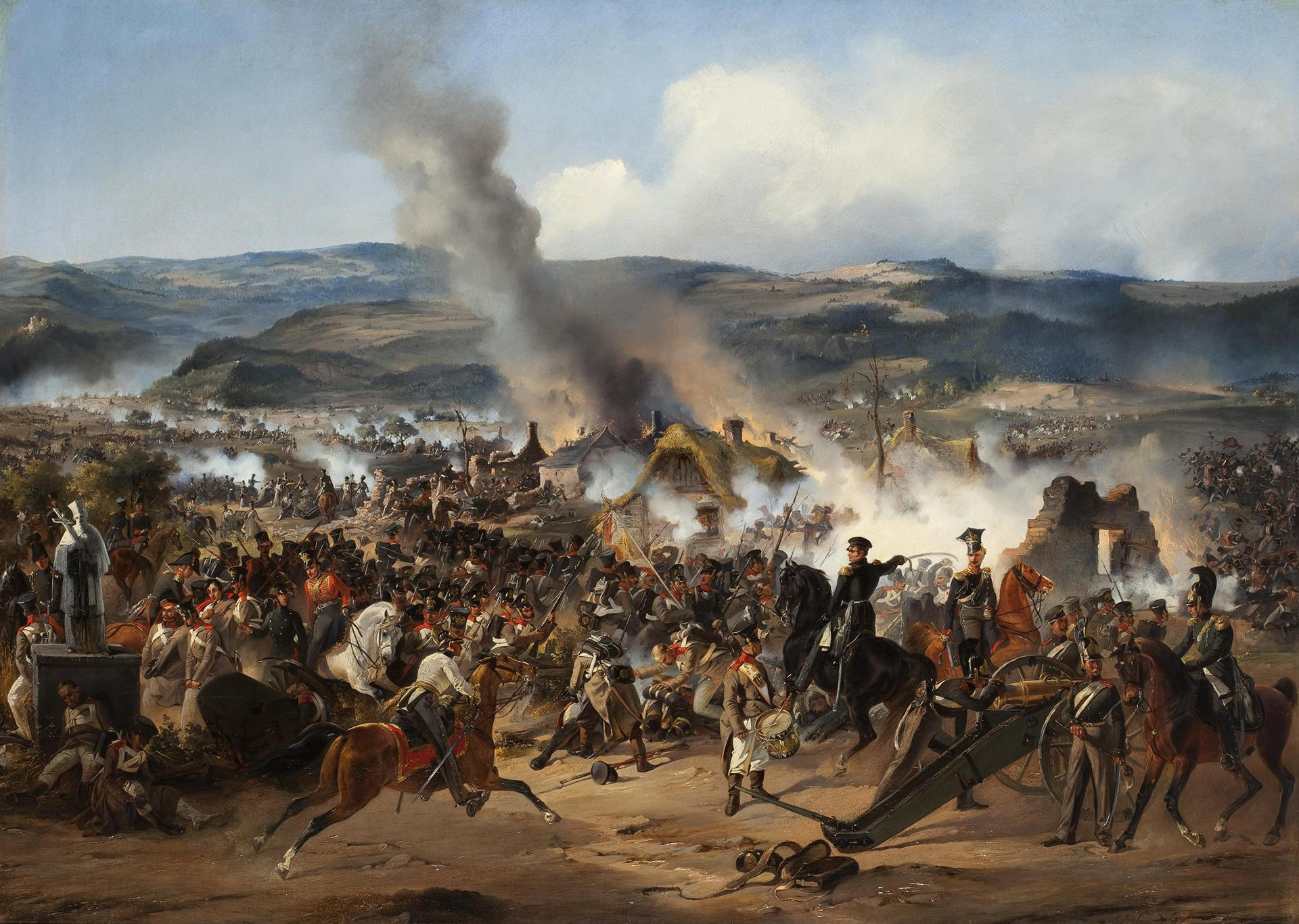
De Slag bij Kulm, schilderij van A. Kotseboe

De Slag bij Kulm was een veldslag in de napoleontische oorlogen. De veldslag werd gevochten op 30 augustus 1813, tijdens de Zesde Coalitieoorlog, tussen de Fransen (33.000 man onder generaal Dominique Vandamme) en een geallieerd Oostenrijks-Russisch-Pruisisch leger, geleid door de Russische veldmaarschalk Barclay de Tolly.
Na de Franse overwinning in de Slag bij Dresden stuurde Napoleon Vandamme en de maarschalken Laurent de Gouvion Saint-Cyr en Auguste de Marmont om de terugtrekkende geallieerde legers te achtervolgen. Het korps van Vandamme marcheerde vooruit en de korpsen van Saint Cyr en Marmont vormden de achterhoede. Nabij het Boheemse stadje Kulm, het tegenwoordige Chlumec u Chabařovic in Tsjechië, haalde Vandamme de troepen van de Rus Alexander Ostermann-Tolstoi in.

## De slag
De Russen stonden opgesteld bij het dorpje Priesten. De Fransen hielden het dorpje Kulm bezet. Priesten was een uitstekende plek om met weinig troepen een overmachtige vijand een tijdje tegen te houden. Om zes uur in de ochtend viel Vandamme succesvol Russische formaties aan onder het commando van Wittgenstein, waarbij Russische troepen en artillerie werden gevangengenomen. Rond 12 uur viel hij de Oostenrijkse versterking aan. Aanvankelijk werden de Oostenrijkers gedwongen om zich terug te trekken richting Teplitz. Maar doordat een Pruisisch korps onder generaal Kleist het korps van Vandamme van achter aanviel, konden ook de Oostenrijkers in het offensief gaan en zat het Franse korps ingesloten. Vandamme besloot om zich een weg door het Pruisisch korps te hakken, terug naar de Franse linies. Hierbij verloor hij het grootste gedeelte van zijn manschappen, wat inhield dat zijn korps ophield te bestaan. 
Door deze veldslag werd alle winst die Napoleon had behaald in de slag bij Dresden tenietgedaan. Aan Franse kant waren er ongeveer 5000 doden en gewonden, en tussen de 7000 en 15.000 Franse soldaten werden krijgsgevangen gemaakt. Bij de geallieerden werden ongeveer 10.000 soldaten verwond of gedood.

## Het Kruis van Kulm

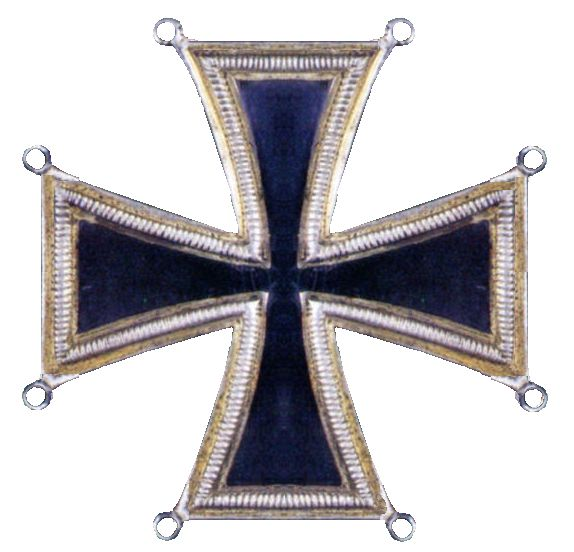
Het kruis van Kulm

De Pruisische koning Frederik Willem III stelde in december 1813, maar alleen voor de officieren en manschappen van de betrokken Russische garderegimenten, het Kruis van Kulm, een decoratie, in.